# Voice of Jamaica
| Recensione | Giudizio |
| ---------- | -------- |
| AllMusic   |          |

Voice of Jamaica è il terzo album dell'artista reggae giamaicano Buju Banton, e segna il suo debutto internazionale. Fu pubblicato nel 1993. Successivamente venne ripubblicato nel 2002 con l'aggiunta di due ulteriori brani.

## Tracce
Versione originale (1993)
1. "Searching"
2. "Red Rose"
3. "Commitment" (featuring Wayne Wonder)
4. "Deportees (Things Change)"
5. "No Respect"
6. "If Loving Was a Crime" (featuring Brian & Tony Gold)
7. "Good Body"
8. "Wicked Act" (featuring Busta Rhymes)
9. "Tribal War" (featuring Tony Rebel and Terry Ganzie)
10. "A Little More Time" (featuring Beres Hammond)
11. "Him Take Off"
12. "Willy (Don't Be Silly)"
13. "Gone a Lead"
14. "Make My Day"
15. "Operation Ardent"

Riedizione (2002)
1. Searching
2. Red Rose
3. Commitment (featuring Wayne Wonder)
4. Deportees (Things Change)
5. No Respect
6. If Loving Was a Crime (featuring Brian & Tony Gold)
7. Good Body
8. Wicked Act (featuring Busta Rhymes)
9. Tribal War  (featuring Tony Rebel and Terry Ganzie)
10. A Little More Time (featuring Beres Hammond)
11. Him Take Off
12. Willy (Don't Be Silly)
13. Gone a Lead
14. Make My Day
15. Operation Ardent
16. Vigilante
17. Deportees (Things Change) [Tan So Back Haul Up mix]